# The Navajo's Bride
The Navajo's Bride er en amerikansk stumfilm fra 1910 af Sidney Olcott.

## Medvirkende
- Gene Gauntier
- Robert Vignola